# 21750 Tartakahashi
21750 Tartakahashi è un asteroide della fascia principale. Scoperto nel 1999, presenta un'orbita caratterizzata da un semiasse maggiore pari a 2,2361793 UA e da un'eccentricità di 0,1152314, inclinata di 6,28745° rispetto all'eclittica.